# Weißhöhung

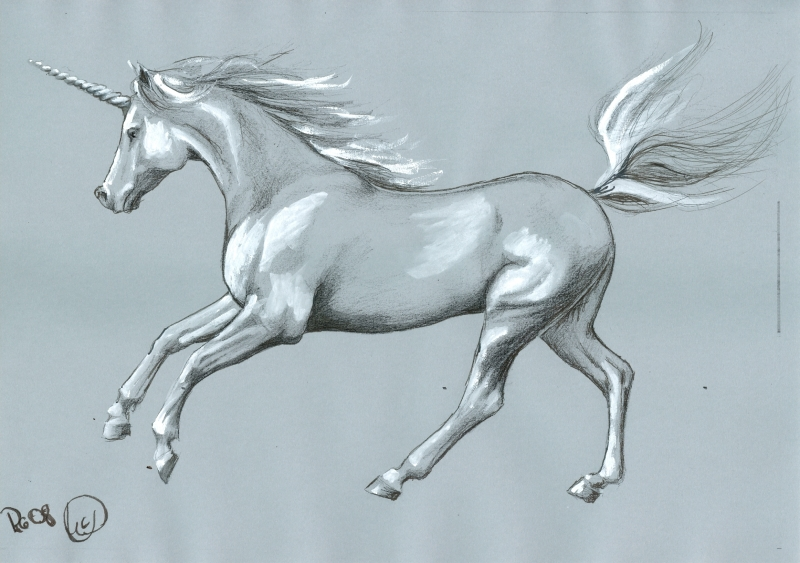
Weißhöhung auf Tonpapier

Weißhöhungen nennt man die hervorgehobenen Lichter in einer Zeichnung oder in der Malerei auf einem farbigen Untergrund.
Angewendet werden Weißhöhungen vor allem bei farbigen Zeichnungen, oder um auf getöntem Papier etwas hervorzuheben, ebenso in der Malerei, wenn die Farbe in Schichten aufgetragen wird. Weißhöhungen werden bereits seit der Renaissance verwendet, besonders Dürer bediente sich ihrer in seinen Zeichnungen.
Weißhöhungen erfolgen auf getöntem bzw. farbigem Untergrund, wie zum Beispiel Tonpapier. In der Zeichnung erfolgt das Höhen mit einer weißen Kreide, weißer Farbe oder mit einem weißen Stift. Eine Vorbehandlung des Papiers ist dazu nicht erforderlich.
In der Eitempera-Malerei, bei der die Farbe in vielen Schichten lasierend aufgetragen werden muss, werden zwischen den einzelnen Farbschichten, die die Flächen zunehmend dunkeln, ebenfalls Weißhöhungen vorgenommen, die in der Regel in mit Feder oder feinem Pinsel angelegten weißen Schraffuren vorgenommen werden.